# Cyberkrig
Cyberkrig avser användandet av cyberangrepp mot en fientlig stat eller annan typ av motståndare. Om angreppet är framgångsrikt kan det störa datasystem som är viktiga för fiendens militära och/eller civila resurser. Angreppet kan utföras i syften som spionage, sabotage, propaganda, ekonomisk krigföring eller annan typ av manipulation.